# Červený kláštor (klášter)
Červený kláštor je kartuziánský klášter u soutoku potoka Lipník s Dunajcem v Pieninském národním parku v obci Červený Kláštor v okrese Kežmarok na Slovensku.

## Historie
Červený kláštor, oficiálně Lechnický kláštor, začali kartuziánští mniši budovat pravděpodobně po roce 1320 u obce Lechnica jako druhý na Spiši (po Kláštorisku). Své pojmenování dostal podle červených cihel, cihelných žeber na klenbách a podle malby okolo oken. Jeho historie je úzce spjatá s působením příslušníků dvou řeholí – kartuziánů (v letech 1320–1567) a kamaldulů či kamaldulských (v letech 1711–1782). Obě společenství patřila k nejpřísnějším poustevnickým řeholím. Mniši – poustevníci žili v klauzuře, tj. v uzavřené části kláštera. Obývali samostatné domky – cely, u nichž byly zahrádky. Domek představeného se od nich nelišil, pouze tím, že stál v ose kostela za jeho presbytářem. Pro příslušníky obou společenství platila zásada mlčenlivosti. Vyznávali heslo blahoslaveného řádového patrona Pavla Giustiniani: Žít sám s Bohem a pro Boha. Nosili bílý hábit a ve stravování dbali na přísnou střídmost.
Založení kláštera potvrdila roku 1319 Spišská Kapitula a roku 1320 dal svůj souhlas ke stavbě i uherský král Karel I. Robert.
Hlavními stavbami jsou gotický jednolodní halový kostel sv. Antonína Poustevníka s hranolovou věží v průčelí, jehož stavba byla započata po roce 1360, s bočními kaplemi, klášterní budovy konventu s křížovou chodbou byly přistavěny po roce 1400 k severní straně kostela, doplnily je hospodářské budovy. Tyto stavby obklopovalo opevnění opatřené cimbuřím. Další prostor kláštera uvnitř ohradní zdi zabíraly samostatné domky pro mnichy.

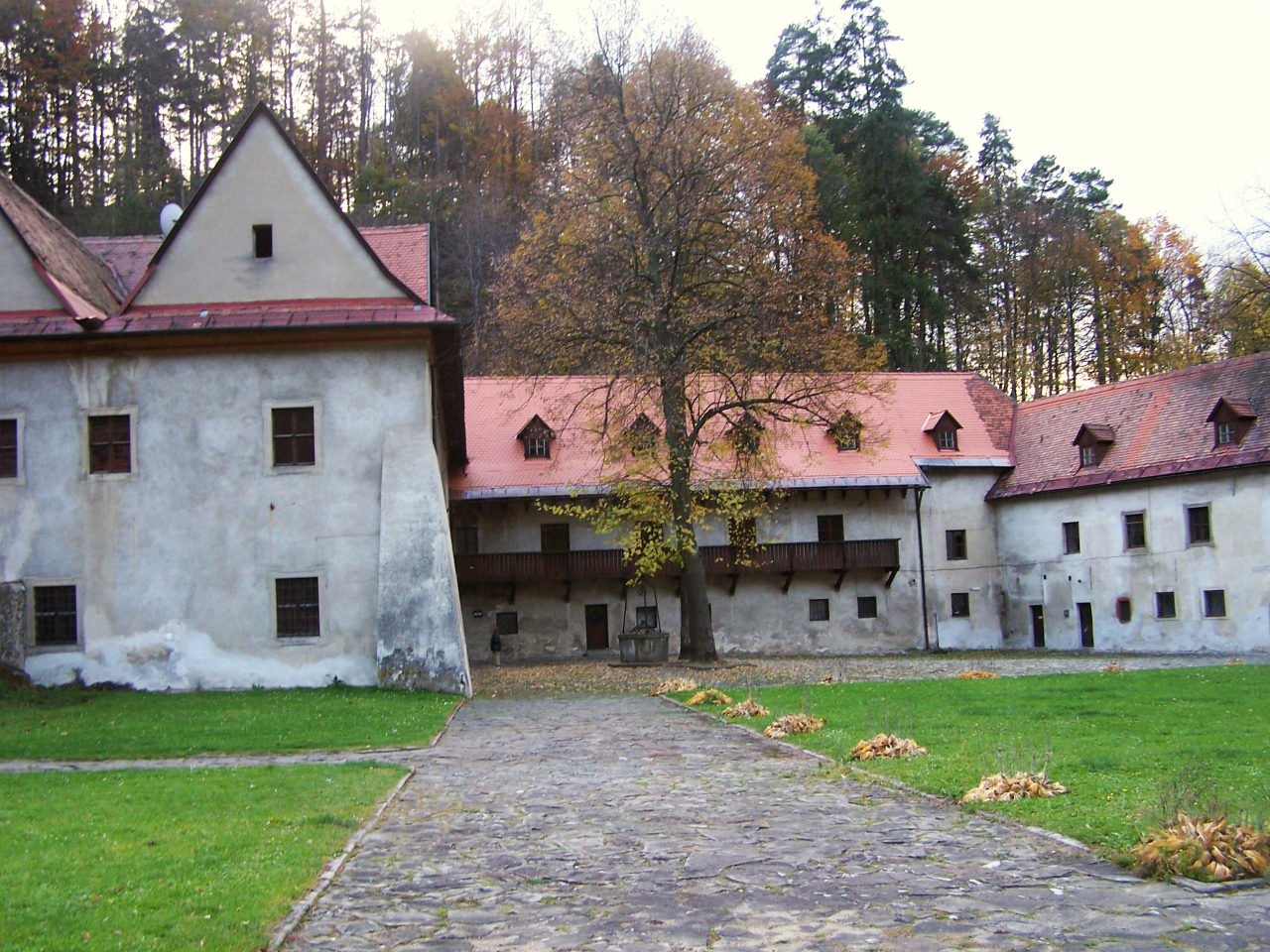
Areál kláštera

Ve třicátých letech 15. století klášter dvakrát dobyli husité: roku 1431 polští pod vedením Dobeslava Puchaly a roku 1433 moravští, které vedli Jan Pardus z Hrádku a Bedřich ze Strážnice. Bratříci, které vedl Petr Aksamit z Košova, se kolem roku 1454 usadili v nedaleké vsi Haligovce. Roku 1462 se situace stabilizovala; byl obnoven refektář, kapitulní síň zaklenuta síťovou klenbou a vyzdobena nástěnnými malbami, jež se zčásti dochovaly. Během jagellonské doby se klášter stal významným centrem tehdejší vědy, hlavně medicíny, astronomie a astrologie. Vzácné pergamenové listiny a spisy jsou v současnosti uloženy v Jagellonské knihovně v Krakově a v Národní knihovně v Budapešti.
Pokojný život trval až do nástupu reformace v Uhrách po bitvě u Moháče. Další obléhání kláštera a smrt převora roku 1567 přiměly mnichy k definitivnímu opuštění kláštera. Předtím již roku 1563 odešel také alchymista Martin Kacberborovič. Objekt přešel do rukou světských majitelů, mj. transylvánské rodiny Štěpána Thökölyho (1623–1670) a jeho manželky Kateřiny Thurzové. Byly obnoveny vinice.
Počátkem 18. století se klášter dostal opět do církevního vlastnictví. Jeho majitelem se stal nitranský biskup Ladislav Matiašovský, který jej po své smrti v roce 1705 odkázal v závěti poustevnickému řádu kamaldulů. Jejich příchodem roku 1711 začala nová etapa rozmachu kláštera, která se navenek projevovala zejména stavebními úpravami v duchu baroka.
Kamaldulové si postavili svoje domky na místech starších pousteven na jižní a východní straně od kostela. Podle původních kartuziánských předpisů mělo v každém klášteře žít čtrnáct mnichů a šestnáct laických bratrů. V Červeném klášteře bylo deset pousteven. Kromě toho se mniši soustředili na přestavbu hospodářských budov. V roce 1747 opravili i kostel, nejmonumentálnější stavbu celého klášterního komplexu. Jeho exteriér zůstal zachován v gotickém slohu, interiér doznal barokní úpravy. Stěny i gotické klenby byly ozdobeny ornamentálními malbami, v nichž převažovaly rostlinné motivy. Dále byl vztyčen dřevěný barokní oltář s postavou sv. Antonína Poustevníka mezi svatými králi Zikmundem a Leopoldem. Kostel byl vybaven i novými lavicemi s barokními malbami, jež zachycují každodenní život zdejších mnichů v obdobích práce, odpočinku a modliteb. Kostel byl rozdělen do tří sekcí: východní byla určena pro pátery, střední pro bratry řeholníky a západní pro laiky – každá skupina měla vlastní vchod.
Významnou osobností komunity byl v letech 1756–1775 správce lékárny, bratr Cyprián. Lékárnu proslavil po celých Uhrách nejen svými léky a alchymistickými recepty, ale i výrobou zrcadel, svíček, a dokonce létajícího stroje ve formě kluzáku. Na něm podle legendy vzlétl nad Tatry z blízkého vrchu Tři koruny. Traduje se několik verzí legendy o létajícím Cypriánovi. Jedna z nich byla zfilmována.
Do rozvoje kláštera nepříznivě zasáhlo nařízení císaře Josefa II. z roku 1782, jímž byly zrušeny některé řády, mezi nimi i kamaldulové. Řeholníci museli opustit klášter, jenž začal následně pustnout. Až v roce 1820 daroval František I. lechnický klášter i s jeho majetky řeckokatolickému biskupství v Prešově. Klášter však i přesto pro nedostatek finančních prostředků na jeho obnovu nadále chátral.
V roce 1907 postihl klášter ničivý požár. Další správu roku 1920 převzal slovenský Turistický klub, který zde zřídil svou ubytovnu. Stavbám neprospěly ani události druhé světové války, takže po roce 1945 stavby hrozily zřícením. V letech 1956–1967 proběhly záchranné práce včetně archeologického průzkumu. Přestože se značně vlekly, podařilo se na ně navázat také rekonstrukcí interiérů s malbami. Roku 2010 byly nově otevřeny kompletní muzejní expozice s prohlídkovým okruhem, a v někdejších hospodářských budovách restaurace a ubytovna. Klášter byl prohlášen Národní kulturní památkou Slovenska.
Areál Červeného kláštera byl pro svůj význam pro slovenské dějiny prohlášen za národní kulturní památku.

## Muzeum
Zdejší muzeum bylo zpřístupněno v roce 1993 po celkové rekonstrukci objektu. Přibližuje historii kláštera a život příslušníků řádů, jimž klášter v minulosti patřil. Jsou zde umístěny vzácné uměleckohistorické památky z celé spišské oblasti.